# Alphitonia erubescens
Alphitonia erubescens är en brakvedsväxtart som beskrevs av Henri Ernest Baillon. Alphitonia erubescens ingår i släktet Alphitonia och familjen brakvedsväxter. Inga underarter finns listade i Catalogue of Life.